# Johan II van Monferrato
Johan II Paleologo (Casale, 1313/5 februari 1321 – aldaar, 20 maart 1372) was markgraaf van Monferrato van 1338 tot zijn dood. Hij was een zoon van Theodoor I en Argentina Spinola.
Hij was tweemaal gehuwd. Voor de eerste keer trouwde hij in 1337 met Cecilia (overleden 25 april 1354), dochter van graaf Bernard VII van Comminges. Dit huwelijk bleef kinderloos. Op 4 september 1358 trad hij te Montpellier opnieuw in het huwelijk met Isabella van Majorca (1337 – 1403), titulair koningin van Majorca. Uit dit huwelijk kwamen vijf kinderen voort:
- Otto (ca 1360 – 1378), markgraaf van Monferrato 1372-1378
- Johan (ca 1362 – 1381), markgraaf van Monferrato 1378-1381
- Theodoor II (1364 – 1418), markgraaf van Monferrato 1381-1418
- Margaretha (overleden 1420); ∞ (1375) Peter van Aragón (1340 – Balguer 25 april 1408), graaf van Urgell
- Willem (overleden juni 1400)

Johan ligt begraven in Chivasso.